# Tom Sandvold
Tom Sandvold (* 17. Dezember 1978) ist ein ehemaliger norwegischer Skispringer.

## Werdegang
Sandvold, der für den Østre Toten Skilag startete, gab sein internationales Debüt zur Saison 1996/97 im Skisprung-Continental-Cup. Obwohl er dort in den ersten zwei Jahren jeweils nur Rang 127 der Gesamtwertung erreichte, gab er am 1. März 1998 beim Skifliegen in Vikersund sein Debüt im Skisprung-Weltcup. Als 45. verpasste er dabei erste Weltcup-Punkte. Somit verblieb Sandvold weiter im B-Kader und startete weiter im Continental Cup.
Mit der Saison 2000/01 bestritt Sandvold seine erfolgreichste Saison in der B-Serie. Mit 225 Punkten landete er am Ende der Saison auf Rang 38 der Gesamtwertung. Bei den Norwegischen Meisterschaften 2001 in Sprova gewann Sandvold hinter Morten Solem die Silbermedaille im Einzel von der Normalschanze.
In der Saison 2001/02 gelangen ihm noch einmal zwei Top-10-Platzierungen in Vikersund. Nach der Saison, die er als 73. der Gesamtwertung abschloss, beendete er seine aktive Skisprungkarriere.
Sandvold absolvierte bereits während seiner Karriere eine Lehre als Maler und gründete 2003 in Melhus seinen eigenen Malerfachbetrieb.